# Compostela, Cebu
Compostela là một đô thị hạng 4 của tỉnh Cebu, Philippines. Theo điều tra dân số năm 2007, đô thị này có dân số 39.167 người.

## Các đơn vị dân cư
Compostela được chia thành các đơn vị hành chính gồm 17 khu dân cư (khu phố) (barangay).
| - Bagalnga - Basak - Buluang - Cabadiangan - Cambayog - Canamucan - Cogon - Dapdap - Estaca | - Lupa - Magay - Mulao - Panangban - Poblacion - Tag-ubi - Tamiao - Tubigan |